# Lange Wapperbrug
De Lange Wapperbrug was een controversieel, gepland onderdeel van het BAM-tracé voor het sluiten van de Antwerpse ring. Op 22 september 2010 besliste de Vlaamse regering definitief af te zien van de bouw van het viaduct over het Straatsburgdok; dit projectonderdeel van het BAM-tracé zou worden vervangen door een tunnel. Dit nadat de brug in een referendum werd weggestemd in oktober 2009.
De Lange Wapperbrug zou het grootste en duurste deel van de Oosterweelverbinding in Antwerpen worden volgens het BAM-tracé en was genoemd naar de Antwerpse mythologische reus en kwelgeest. Al in 2000 besliste de Staten-Generaal onder leiding van oud-gouverneur Camille Paulus in opdracht van toenmalig minister Steve Stevaert dat een bijkomende Schelde-oeververbinding de fileproblemen op de kleine ring van Antwerpen zal verhelpen. In 2001 werd de kostprijs van de werken geraamd op 0,55 miljard euro. In juni 2005 werd deze raming verhoogd naar 1,345 miljard euro.
De Oosterweelverbinding stelt de bouw voor van een tunnel onder de Schelde (de Oosterweeltunnel) en een brug over het havengebied ten noorden van de stad. Omwille van de stedelijke ontwikkeling van Het Eilandje werd het tracé noordelijk geschoven naar de rand van dit oude havendeel. Voor de uitvoering van de werken stelden vier bouwgroepen zich kandidaat. 
Op 16 juni 2006 keurde de Vlaamse regering het gewestelijk ruimtelijk uitvoeringsplan (GRUP) goed. Dit GRUP Oosterweelverbinding omschrijft binnen welke strook enkel een dubbeldeks-tuibrug gerealiseerd mag worden als niet-gelijkgrondse verbinding. Aangezien het plan geen ruimte bood voor alternatieve voorstellen, besloot de firma Bouygues, die een tunnel voorstelde op het tracé, geen prijsofferte in te dienen.
De definitieve ligging van het tracé en de kostprijs werden besproken met het enige bouwconsortium waarmee onderhandeld werd. Dit consortium bestond uit grote bouwondernemingen en metaalconstructiebedrijven als CFE, Besix, Cordeel, Dredging, Van Wellen en Fabricom. Het ontwerp van dit consortium werd in november 2006 gekozen door een kwaliteitskamer onder het voorzitterschap van oud-gouverneur Camille Paulus. De prijsraming voor de volledige Oosterweelverbinding bedroeg 2,5 miljard euro.
De werken aan de Oosterweelverbinding zouden in 2005 van start gaan. In december 2007 werd vastgesteld dat geen verkeersveiligheidsaudit werd uitgevoerd. Als gevolg daarvan wordt het project herwerkt om de verkeersveiligheid te verbeteren. 
De brug en bij uitbreiding het gehele project staan sedert jaren zwaar ter discussie. De Antwerpse stadsbouwmeester René Daniels en Bernardo Secchi, een van de ontwerpers van het Antwerps structuurplan, hebben zich tegen deze plannen verzet, evenals het burgercollectief stRaten-generaal. Later sloten de linkse politieke partijen en de actiegroep Ademloos zich aan bij dit verzet. Zie daarvoor het artikel over de Oosterweelverbinding. Eind maart 2010 sprak de Vlaamse regering zich uit voor een alternatief plan met een tunnel, waardoor de Lange Wapperbrug zou komen te vervallen. Mocht deze optie echter duurder uitvallen dan de brug, dan zou de laatste alsnog gebouwd worden.
Op 22 september 2010 koos de Vlaamse regering voor de tunnelversie in het Oosterweeldossier. "We wilden niet per se de Lange Wapper door het strot van de Antwerpenaar duwen" aldus Kris Peeters op een persconferentie. De meerkost van 352 miljoen euro zou dan wel moeten opgebracht worden door de stad Antwerpen en haar haven.

## Galerij

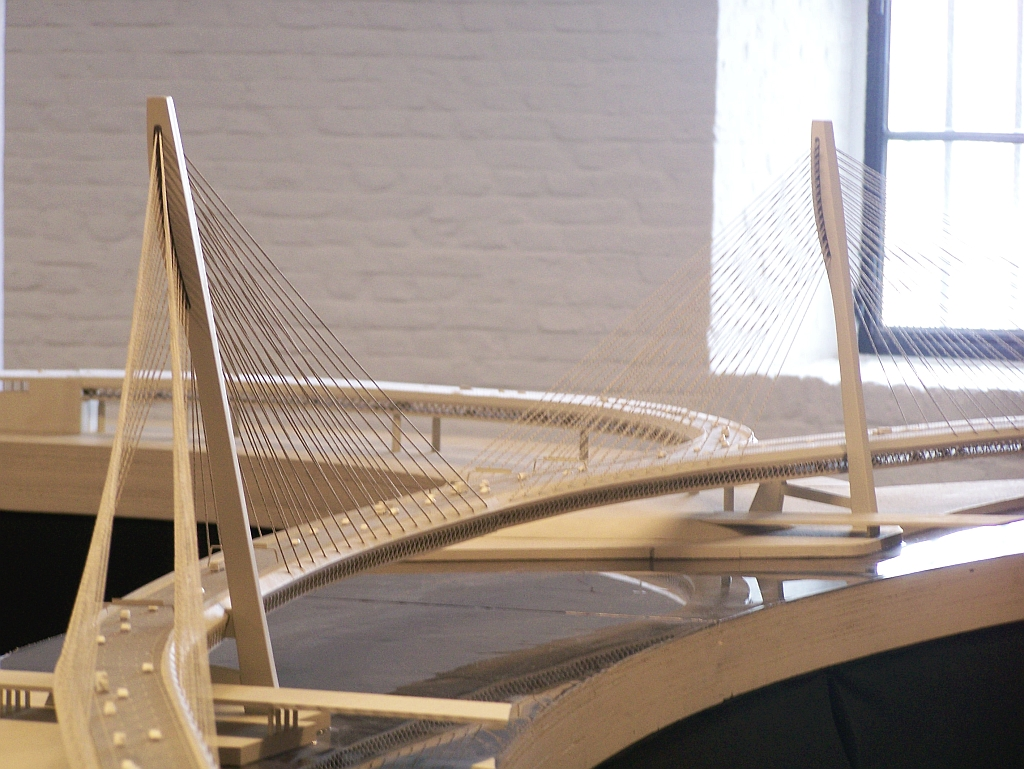
Maquette van de Lange Wapperbrug
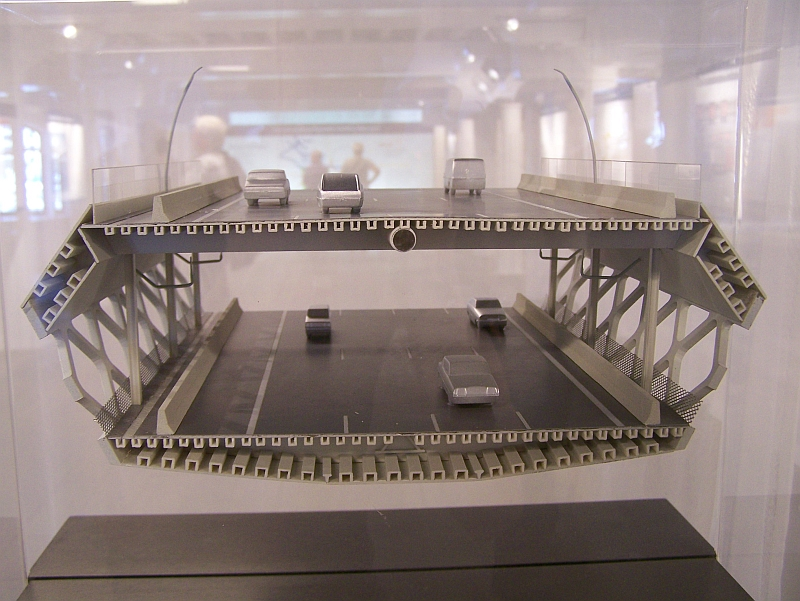
Doorsnede van een brugsegment

Westerscheldetunnel (weg) · Antigoontunnel (spoor) · Liefkenshoektunnel (weg) · Oosterweeltunnel (Lange Wapperbrug†) (weg/fiets) · Waaslandtunnel (weg) · Brabotunnel (premetro) · Sint-Annatunnel (voet/fiets) · Kennedytunnel (weg/fiets/spoor) · Scheldebrug (Antwerpen) (fiets/voet) · Temsebrug (weg + spoor) · Vlassenbroekbrug (weg) · Dendermondebrug (weg + spoor) · Schoonaardebrug (weg) · Uitbergenbrug (weg) · Scheldefietsbrug (Wetteren) · Wetterenbrug (weg) · Mellebrug (weg)